# Fuerzas Aéreas de los Estados Unidos en Europa
Las Fuerzas Aéreas de los Estados Unidos en Europa (en inglés: United States Air Forces in Europe, USAFE) forman parte de la Fuerza Aérea de los Estados Unidos, del Mando Europeo y del Departamento de Defensa de Estados Unidos, y es uno de los dos principales comandos de la Fuerza Aérea fuera del territorio continental de Estados Unidos, siendo el otro las Fuerzas Aéreas que se encuentran en la zona del Pacífico. Es, sin embargo, el único comando mayor que tiene su sede fuera del territorio norteamericano.

## Descripción General

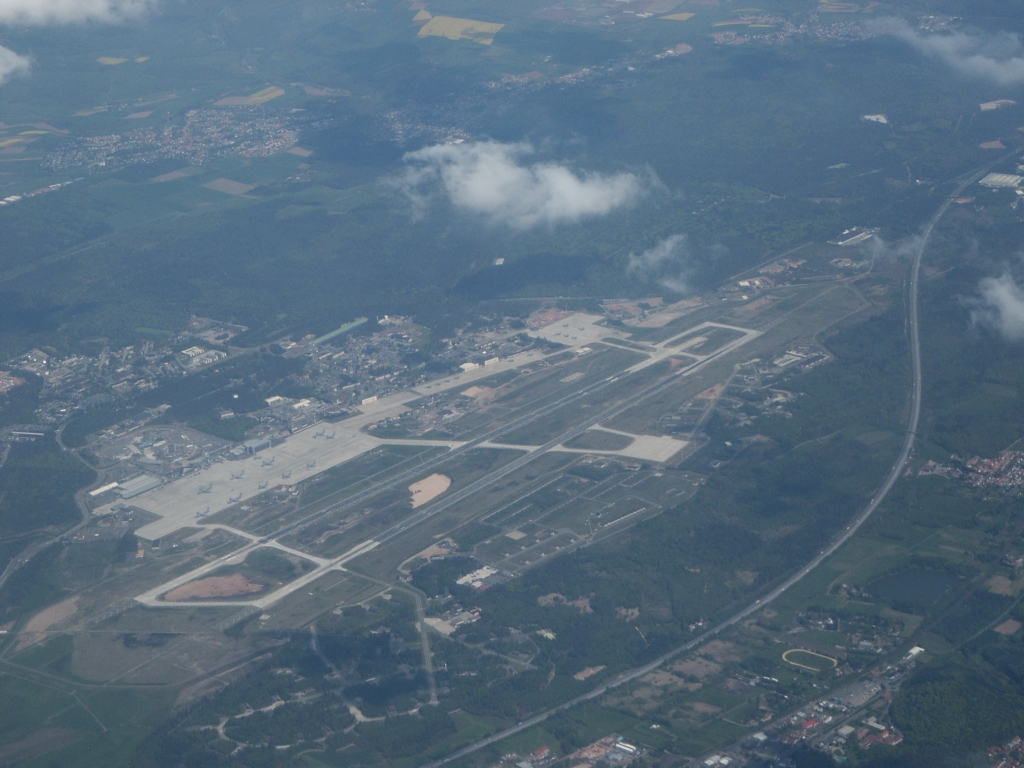
Vista de la Base Aérea de Ramstein, Sede de las Fuerzas Aéreas de los Estados Unidos en Europa.

Las Fuerzas Aéreas de los Estados Unidos en Europa tienen su sede en la Base Aérea de Ramstein, Alemania. Es el comando de la USAF que más tiempo lleva en servicio activo de forma continua, se creó el 19 de enero de 1942 como la 8.ª Fuerza Aérea, que en ese tiempo formaba parte de la Fuerza Aérea de Estados Unidos, a su creación su base principal se ubicaba en el Campo Langley, Virginia.
A partir de enero de 2008, el comandante de la USAFE es el General Roger A. Brady.

## Misión
La Misión de la USAFE es ser el componente aéreo del Comando Europeo de los Estados Unidos (U.S. European Command en inglés), dirigiendo las operaciones aéreas en un teatro que abarca 3 continentes, cubriendo más de 20 millones de kilómetros cuadrados, son 91 países que poseen una cuarta parte de la población mundial y alrededor de un tercio del producto interno bruto (PIB) del mundo.
Como parte de esta misión la USAFE entrena y equipa a las unidades de la USAF que Estados Unidos se comprometió a tener en Europa, que es un acuerdo con la OTAN de esta forma se mantienen alas de combate preparadas que tienen bases en Reino Unido y Turquía.
La USAFE planifica, dirige, controla, coordina y apoya las operaciones aéreas y espaciales en Europa, partes de Asia y África para lograr tener una base de objetivos de los intereses de la OTAN y EE. UU.

## Organización
USAFE tiene su sede principal en la Base Aérea de Ramstein en Alemania.

### 3.ª Fuerza Aérea
Con sede en la Base Aérea Ramstein, Alemania, esta unidad realiza operaciones de combate y humanitarias en la zona bajo la jurisdicción de la USAFE, además lleva a cabo misiones y operaciones para el Comando Europeo de Estados Unidos que son organizar, capacitar y equipar a los aviadores para las funciones que puedan ser llamados a lo largo de todo el mundo.
La 3.ª Fuerza Aérea se organiza de la siguiente forma:
- Ala de Combate N.º 31, Base Aérea de Aviano (Italia).
- Ala de Combate N.º 48, Base Aérea RAF Lakenheath (Reino Unido).
- Ala de Combate N.º 52, Base Aérea Spangdahlem (Alemania).
- Ala de Transporte Aéreo N.º 86, Base Aérea de Ramstein (Alemania).
- Ala de Reabastecimiento N.º 100, Base Aérea RAF Mildenhall (Reino Unido).
- Ala de Base Aérea N.º 435, Base Aérea de Ramstein (Alemania).
- Ala de Apoyo de Combate N.º 501, Base Aérea RAF Alconbury (Reino Unido).

Otras unidades:
- Centro de Operaciones Aéreas y Espaciales N.º 603.
- Escuadrón de Comunicaciones Aéreas y Espaciales N.º 603.
- Grupo de Apoyo N.º 603.
- Escuadrón de Operaciones Climáticas N.º 21.
- Grupo Aéreo de Apoyo de Operaciones N.º 4.

### 17.ª Fuerza Aérea
En servicio activo desde el 1 de octubre de 2008, su misión es servir como el componente aéreo norteamericano en Europa y en el Comando África de Estados Unidos (United States Africa Command en inglés). Su sede principal es la Base Aérea Ramstein.
la 17.ª Fuerza Aérea se compone de la siguiente manera en la actualidad:
- Grupo de Vuelo Aéreo Expedicionario N.º 404, Base Aérea Ramstein (Alemania).
  - Escuadrón Expedicionario de Transporte Aéreo N.º 42.

### Principales Bases Aéreas
- Reino Unido de Gran Bretaña e Irlanda del Norte.
  - Base Aérea RAF Lakenheath (Ala de Combate N.º 48).
    - F-15E Strike Eagle (Escuadrones de Combate N.º 492 y N.º 494).
    - F-15C/D Eagle (Escuadrón de Combate N.º 493).
    - Sikorsky HH-60 Pave Hawk (Escuadrón de Rescate N.º 56).

  - Base Aérea RAF Mildenhall (Ala de Reabastecimiento N.º 100).
    - KC-135 Stratotanker (Ala de Reabastecimiento N.º 351).
    - Grupo de Operaciones Especiales N.º 352.
      - MC-130P Combat Shadow (Grupo de Operaciones Especiales N.º 352).
      - MC-130H Combat Talon II (Grupo de Operaciones Especiales N.º 352).
- Italia.
  - Base Aérea de Aviano (Ala de Combate N.º 31).
    - F-16CG/DG (Block 40) (Escuadrones de Combate N.º 510 y N.º 555)
- Alemania.
  - Base Aérea Spangdahlem AB (Ala de Combate N.º 52).
    - F-16CJ/DJ (Block 50) Fighting Falcon (Escuadrones de Combate N.º 22 y N.º 23).
    - A-10A/OA-10A Thunderbolt II (Escuadrón de Combate N.º 31).

  - Base Aérea de Ramstein (Ala de Transporte Aéreo N.º 86).
    - C-130 Hércules (Escuadrón de Transporte Aéreo N.º 37).
    - C-20H (Escuadrón de Transporte Aéreo N.º 76).
    - C-21A (Escuadrón de Transporte Aéreo N.º 76).
    - Learjet 35 (Escuadrón de Transporte Aéreo N.º 76).

### Bases Aéreas Secundarias y de Apoyo
- Bélgica.
  - Base Aérea Chièvres (Ala de Transporte Aéreo N.º 86).
    - Gulfstream V (Ala de Transporte Aéreo N.º 309).
- Bosnia-Herzegovina.
  - Base Aérea Tuzla (Ala Aérea Expedicionaria N.º 401).
- Chipre.
  - Base Aérea RAF Akrotiri.
    - Lockheed U-2.
- Alemania.
  - Base Aérea Stuttgart-Echterdingen (Ala de Transporte Aéreo N.º 86).
    - C-21A (Cuartel General Comando Europeo de Estados Unidos).
- Hungría.
  - Base Aérea Taszár.
- Italia.
  - Estación Aérea San Vito dei Normanni.
- Noruega.
  - Base Aérea Sola (Escuadrón de Base Aérea N.º 426).
  - Base Aérea Stavanger (Destacamento de Base Aérea N.º 426).
- Portugal.
  - Estación Aérea Lajes (Ala de Base Aérea N.º 65).
- España.
  - Base Aérea de Morón (Ala de Transporte Aéreo N.º 86 y Ala de Base Aérea N.º 496).
- Turquía.
  - Base Aérea de Ízmir.
  - Estación Aérea de Ankara.
  - Base Aérea Incirlik (Ala de Base Aérea N.º 39).
- Reino Unido.
  - Ala de Apoyo de Combate Nº 501, Base Aérea RAF Alconbury.
    - Base Aérea RAF Alconbury (Ala de Base Aérea N.º 423).
    - Base Aérea RAF Croughton (Ala de Base Aérea N.º 422).
    - Base Aérea RAF Malesworth (Ala de Base Aérea N.º 423).
    - Base Aérea RAF Upwood (Ala de Base Aérea N.º 423).
    - Base Aérea RAF Welford (Escuadrón de Base Aérea N.º 424).
    - Base Aérea RAF Menwith Hill.
    - Base Aérea RAF Fairford (Ala de Base Aérea N.º 420).
      - Bases utilizadas mayormente como estaciones secundarias para los B-52 y los B-1 Lancer.